# Kuara
Kuara, Kisiga o Ku'ara és un jaciment arqueològic de la governació de Dhi Qar, a l'Iraq. Avui en dia al lloc arqueològic se'l coneix amb el nom de Tell al-Lahm.
Segons la Llista de reis sumeris, Kuara era també la llar de Dumuzid, el pescador, el llegendari tercer rei d'Uruk. La deïtat patrona de la ciutat era Meslamtaea (Nergal). En la mitologia sumèria, Kuara també es considerava el lloc de naixement del déu Marduk (Asarluhi), fill d'Enki. Els cultes de Marduk i Ninehama se centraven a Kuara.

## Localització
Tell al-Lahm es troba a la riba occidental de la desembocadura de l'Eufrates, a uns 30 quilòmetres al sud-est d'Ur. El jaciment consta de dos tels o túmuls d'assentament, amb algunes crestes perifèriques, situats a prop d'un llit de canal sec. Segons J. E Taylor, el jaciment no excedeix el quilòmetre de circumferència.

## Història de la recerca arqueològica
El lloc va ser excavat durant uns dies l'any 1855 per l'arqueòleg anglès J. E. Taylor, el qual va trobar-hi alguns maons amb inscripcions i una sola tauleta cuneiforme. Tanmateix, més enllà d'alguns paviments i els maons esmentats, no hi va trobar cap traça d'edificis. Mentre treballava a Èridu per al Museu Britànic el 1918, R. Campbell Thompson hi va excavar també durant un període breu. En temps més moderns l'arqueòleg iraquià Fuad Safar hi va dirigir alguns sondejos.

## Història d'ocupació
Kuara es va establir vers el. 2500 aC, durant el període protodinàstic de Mesopotàmia. Era un port marítim al golf Pèrsic, i comerciava amb el port de Dilmun. L'any 709 aC, el rei assiri Sargon II va assetjar i destruir la ciutat quan estava intentant capturar al rei de Babilònia Marduk-Apal-Iddina II, que havia fugit a Kuara. El sòl al·luvial portat per l'Eufrates guanya contínuament terreny al mar, el que fa que aquesta ciutat portuària fa 4500 anys es trobi avui en dia molts quilòmetres terra endins.